# Reazione di Lemberg
Con reazione di Lemberg si indica una reazione chimica utilizzata come test analitico qualitativo per distinguere se in un minerale sia presente calcite CaCO3 o dolomite CaMg(CO3)2.
A seconda del reagente utilizzato sono possibili tre diverse reazioni di Lemberg.

## Descrizione
La reazione di Lemberg è una reazione che colora solo la calcite e non la dolomite.
Si effettua su sezioni sottili o su polvere del minerale.
I reagenti utilizzati nelle tre reazioni di Lemberg sono, rispettivamente, cloruro ferrico, ematossilina (colorante naturale estratto dalla pianta di Haematoxylum campechianum) unitamente a cloruro di alluminio e nitrato di argento.
A seguito della colorazione, la calcite si colora, rispettivamente, di marrone rossastro (I reazione), di violetto (II reazione) e marrone rossastro (III reazione).